# Bianor paulyi
Bianor paulyi es una especie de arañas araneomorfas de la familia Salticidae.

## Distribución geográfica
Es endémica de Madagascar y de las Comoras.